# 科尔托纳
科尔托纳（義大利語：Cortona），是意大利托斯卡纳大区阿雷佐省的一个市镇。海拔高度 494米。面积 342.33平方公里，人口22,777人（2007年）。

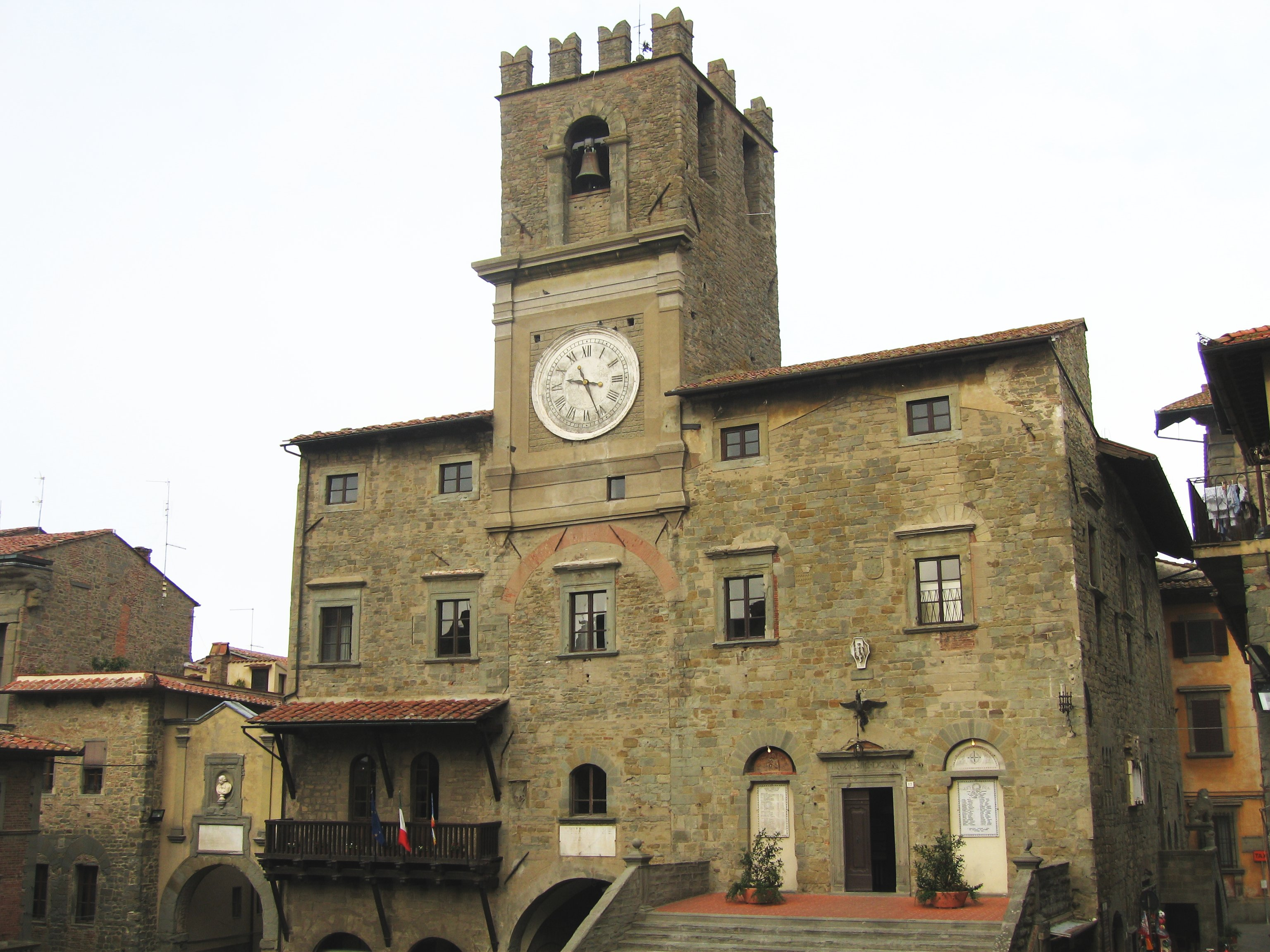
市政厅

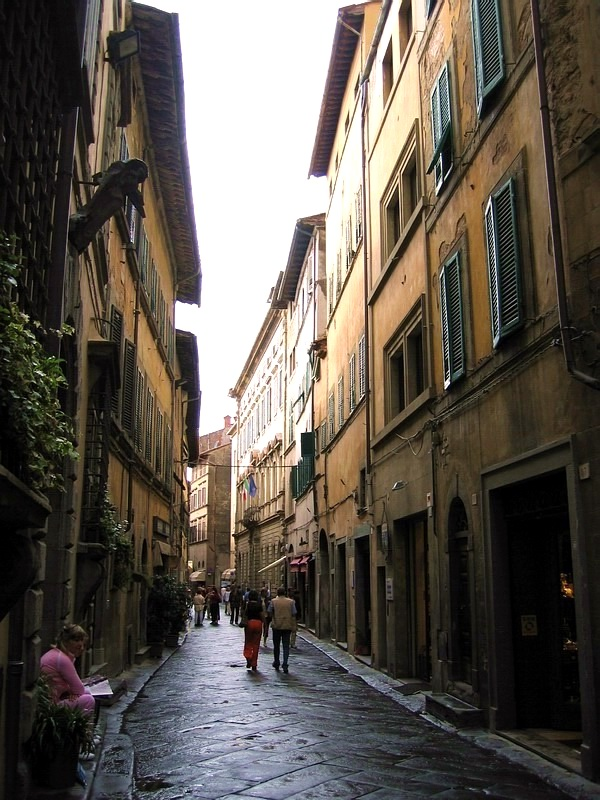
国家路

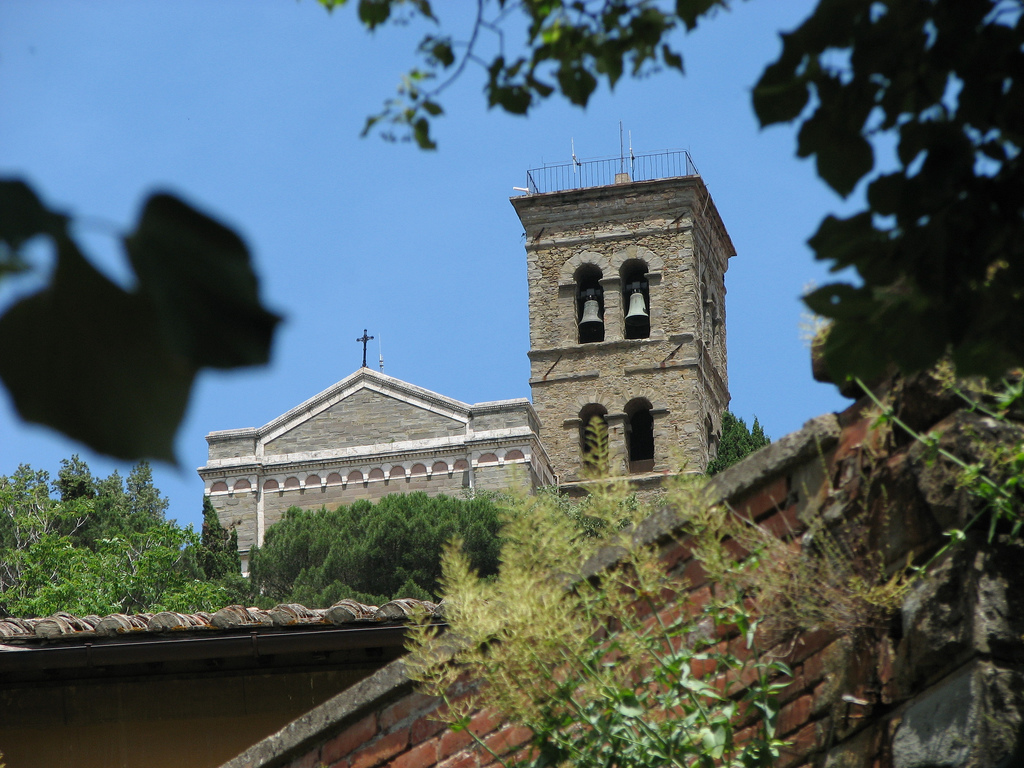
圣Margherita的钟楼与屋顶

科尔托纳的3公里外有火车站，以及通往佛罗伦萨和罗马的火车。

## 友好城市
- 法國 希农堡（城）